# Isao Okano
Isao Okano (岡野 功 Okano Isao, * 20. ledna 1944 Rjúgasaki) je bývalý japonský judista.
Studoval práva na Chuo University v Tokiu, zde také vyhrál soutěž ve střední váze na Letních olympijských hrách 1964, kde bylo judo poprvé zařazeno na olympijský program. Získal také zlato ve střední váze na premiérovém mistrovství světa v judu 1965, které pořádalo Rio de Janeiro. V letech 1967 a 1969 vyhrál mistrovství Japonska bez rozdílu vah v judu (spolu se Šinobu Sekinem je nejlehčím vítězem této soutěže v historii). Závodní kariéru ukončil v roce 1970 a působil jako instruktor juda, vedl japonskou reprezentaci na olympiádě 1976, vydal úspěšnou knihu Vital Judo. Patřil také k průkopníkům brazilského jiu-jitsu.